# Thesenvitz
Thesenvitz ist ein Stadtteil von Bergen auf Rügen im Landkreis Vorpommern-Rügen in Mecklenburg-Vorpommern.

## Geografie und Verkehr
Thesenvitz liegt etwa fünf Kilometer nordwestlich von Bergen auf Rügen, in Rügens zentralem Grundmoränengebiet nördlich des Duwenbeek, dem einzigen größeren Fließgewässer auf Rügen. Der Ortsteil Ramitz liegt direkt an der Landesstraße 30 von Bergen nach Gingst. Die Bundesstraße 96 und die Bahnstrecke Stralsund–Sassnitz verlaufen östlich von Thesenvitz.

## Geschichte

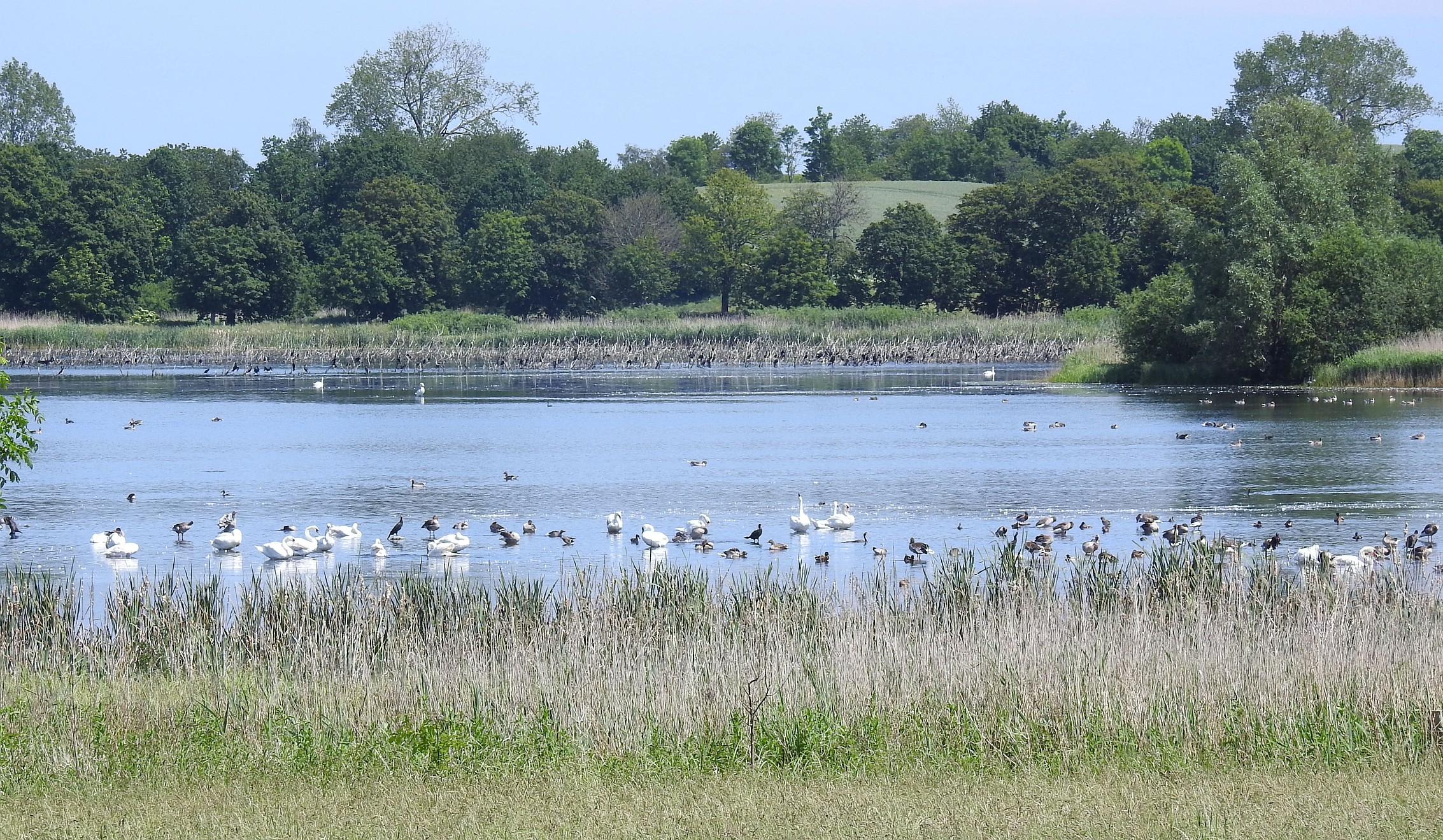
Nonnensee bei Thesenvitz

Der Ortsname kommt aus dem Slawischen. „Tesenovici“ bedeutet so viel wie „Leute des Tesen“ und lässt auf den Ortsgründer schließen.
Der Ort war bis 1326 Teil des Fürstentums Rügen und danach des Herzogtums Pommern. Mit dem Westfälischen Frieden von 1648 wurde Rügen und somit auch das Gebiet von Thesenvitz ein Teil von Schwedisch-Pommern. Im Jahr 1815 kam Thesenvitz als Teil von Neuvorpommern zur preußischen Provinz Pommern.
Seit 1818 gehörte Thesenvitz zum Kreis bzw. Landkreis Rügen. Nur in den Jahren von 1952 bis 1955 war es dem Kreis Bergen zugehörig. Die Gemeinde gehörte danach bis 1990 zum Kreis Rügen im Bezirk Rostock und wurde im selben Jahr Teil des Landes Mecklenburg-Vorpommern. Der seit 1990 wieder so bezeichnete Landkreis Rügen ging 2011 im Landkreis Vorpommern-Rügen auf.
Am 1. Januar 2011 wurde die bis dahin selbstständige Gemeinde mit den Ortsteilen Thesenvitz, Lipsitz, Ramitz und Ramitz Siedlung nach Bergen auf Rügen eingemeindet. Die Gemeinde hatte eine Fläche von 9,65 km² und 399 Einwohner (Stand 31. Dezember 2009). Vor ihrer Eingemeindung wurde die Gemeinde vom Amt Bergen auf Rügen mit Sitz in der gleichnamigen Stadt verwaltet.

## Wappen
Das Wappen wurde Anfang 1989 von der Gemeindevertretung angenommen und unter der Nr. 102 der Wappenrolle von Mecklenburg-Vorpommern registriert.
Blasonierung: „In Grün ein silberner Balken, belegt mit einem schwarzen Pflug.“
Das Wappen wurde von dem Sagarder Gerhard Koggelmann gestaltet.

## Sehenswürdigkeiten
- Park Ramitz
- der nahegelegene Nonnensee